# Floridiscrobs
Floridiscrobs là một chi ốc nước ngọt rất nhỏ, động vật thân mềm chân bụng trong họ Hydrobiidae.

## Các loài
Các loài trong chi Floridiscrobs gồm có:
- Floridiscrobs dysbatus (Pilsbry & McGinty, 1949)[2]